# Rim Trail (Walnut Canyon National Monument)
Pour les articles homonymes, voir Rim Trail.

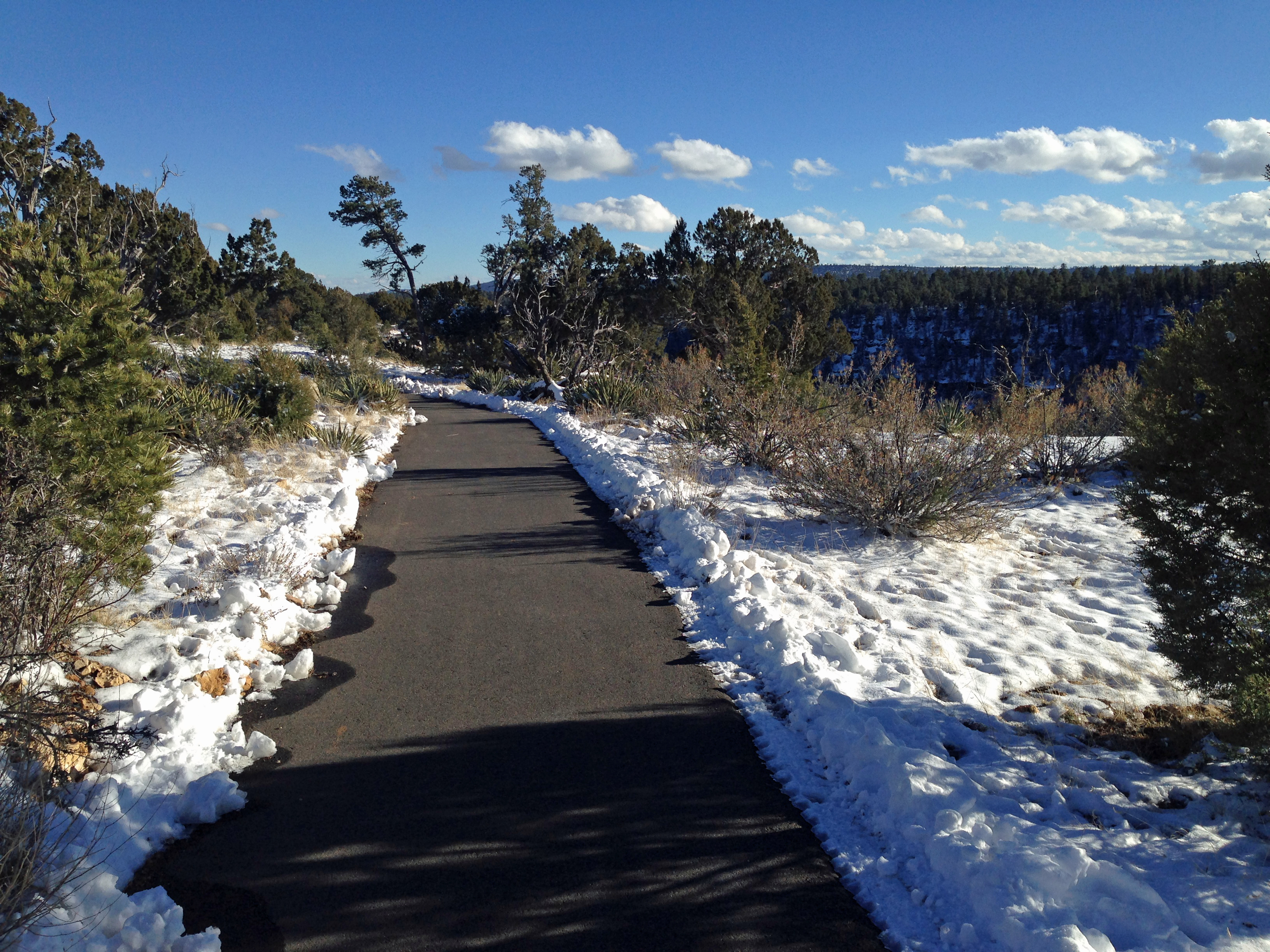
Rim Trail (Walnut Canyon National Monument)

Le Rim Trail est un sentier de randonnée américain dans le comté de Coconino, en Arizona. Il est entièrement situé au sein du Walnut Canyon National Monument, où il quitte le Walnut Canyon Visitor Center pour longer le bord du canyon Walnut, qu'il surplombe. Il s'interrompt à un point de vue panoramique.